# Lavender Haze
«Lavender Haze» (En español: «Neblina de lavanda») es una canción de la cantautora estadounidense Taylor Swift perteneciente a su décimo álbum de estudio, Midnights (2022). Fue escrita por Taylor Swift, Jack Antonoff, Jahaan Sweet, Sounwave, Zoë Kravitz y Sam Dew, y producida por los cuatro primeros además de Braxton Cook. Según Swift, el título es una frase común de los años 50 que se refiere al estado de estar enamorado, inspirada en la serie Mad Men. El tema fue lanzado a la radio estadounidense el 29 de noviembre de 2022 como segundo sencillo del álbum mediante Republic Records.
Musicalmente, «Lavender Haze» hibrida el pop, el ambient house, el R&B y la música disco, con elementos de electro hip hop; su producción utiliza sintetizadores modulares, ritmos de batería de sintetizador amortiguados y voces en falsete en capas en el estribillo. La letra se inspiró en el escrutinio de la prensa sensacionalista y en Internet en torno a la relación romántica entre la cantante Taylor Swift y el actor Joe Alwyn.
Tras el lanzamiento de Midnights, «Lavender Haze» alcanzó el número dos en Australia, Canadá, Irlanda, Nueva Zelanda, Estados Unidos y en la lista Billboard Global 200. Los críticos elogiaron el estilo de la canción y la calidad de su sonido. La crítica alabó el sensual ambiente de la canción, su bailabilidad y su letra directa. El vídeo musical de «Lavender Haze», fue escrito y dirigido por la cantante Taylor Swift, se estrenó el 27 de enero de 2023. Incorpora elementos psicodélicos y surrealistas, y cuenta con el modelo dominicano-estadounidense Laith Ashley como el interés amoroso de Taylor Swift. La canción se interpretó por primera vez en la gira The Eras Tour (2023).

## Antecedentes y escritura
El 28 de agosto de 2022, Taylor Swift anunció su décimo álbum de estudio, Midnights, que saldrá a la venta el 21 de octubre de 2022. La lista de canciones no fue revelada de inmediato. Jack Antonoff, un colaborador de Swift desde hace mucho tiempo que había trabajado con ella desde su quinto álbum de estudio 1989 (2014), fue confirmado como productor en Midnights por un video publicado en la cuenta de Instagram de Swift el 16 de septiembre de 2022, titulado «The making of Midnights». A partir del 21 de septiembre de 2022, Swift comenzó a revelar la lista de canciones en un orden aleatorio a través de su serie de videos cortos en TikTok, llamada Midnights Mayhem with Me. Constaba de 13 episodios, con una canción revelada en cada episodio. Swift tira una jaula de lotería que contiene 13 pelotas de ping pong numeradas del uno al trece, cada una representando una pista de Midnights, y cuando una bola cae, revela el título de la pista correspondiente del álbum, a través de un teléfono. En el noveno episodio, el 7 de octubre de 2022, Swift anunció el título de la pista de apertura del álbum como «Lavender Haze».
La cantante reveló que se topó por primera vez con la expresión de «neblina de lavanda» cuando vio el episodio 12 de la temporada 2 de la serie dramática Mad Men. Luego se sintió intrigada por su significado y se enteró de su origen. Posteriormente, la cantante vio paralelismos entre la expresión y su relación con el actor británico Joe Alwyn. Swift explicó que la canción se inspiró específicamente en su relación con Alwyn. Para Swift, el título significaba un «resplandor de amor que lo abarca todo». Después de revelar el título de la canción como parte de su serie de TikTok Midnights Mayhem with Me el 7 de octubre de 2022, ella entró en más detalles explicando la letra en sus redes sociales:

Por ejemplo, si estabas en una neblina de lavanda, eso significaba que estabas en ese resplandor de amor que lo abarca todo, y pensé que eso era realmente hermoso. Y supongo que, teóricamente, cuando estás en la Neblina de lavanda harás cualquier cosa para quedarte allí y no dejar que la gente te baje de esa nube.
Swift hablando de «Lavender Haze», vía Instagram.

La canción destacó cuando se revelaron los créditos de composición del álbum el 18 de octubre, ya que contaba con un grupo de compositores más variado, entre ellos Zoë Kravitz, que había sido amiga de Swift durante varios años antes de la colaboración. El músico de jazz Braxton Cook, que había sido compañero de habitación en la universidad con el colaborador de Swift Jahaan Sweet, proporcionó una muestra vocal que finalmente se utilizó en la canción. Por su contribución, Cook recibió créditos de producción. Como un huevo de Pascua para la canción, aún no anunciada, Swift presentó una «Edición Lavanda» de Midnights, disponible exclusivamente en Target.

## Composición y letra
«Lavender Haze» es una canción de ambient house, y géneros pop como el synth-pop y el dream pop. Rob Sheffield, de Rolling Stone, la describió como un tema de R&B de los 90, y Chris Willman, de Variety, como una canción «emo-erótica» que se inclina hacia el R&B moderno. Alex Blimes, de Esquire, la definió como una canción «slow disco». Tiene una producción rítmica, con influencias de electro-hip-hop con voces en falsete en capas en el estribillo, sintetizadores modulares y baterías de sintetizador. Ann Powers de NPR pensó que las voces en capas de la canción y las baterías de sintetizador recuerdan a la música de Whitney Houston.
La letra trata sobre el escrutinio de la prensa rosa y los rumores en Internet a los que se enfrentan Swift y Alwyn, y el deseo de mantenerse al margen de todo ello con su amante. Neil McCormick, de The Telegraph, señaló «el funk de falsete a lo Prince» a lo largo de la canción, ilustrado por los «coros agudos» del productor Jack Antonoff. Swift aborda los rumores de compromiso y matrimonio con Alwyn, haciendo hincapié en cómo el concepto se ha vuelto obsoleto. Se refiere a las preguntas que rodean la relación como «vertiginosas» y elogia la indiferencia de Alwyn a las preguntas públicas sobre su relación. Líricamente, la canción fue comparada con «Delicate», «Dress» y «Call It What You Want», todas de su álbum Reputation (2017).

## Lanzamiento
Republic Records lanzó Midnights el 21 de octubre de 2022 a las 12:00 EDT, con «Lavender Haze» secuenciada como canción de apertura. El 29 de noviembre de 2022, la canción fue lanzada a la radio de éxito contemporánea de Estados Unidos como segundo sencillo del álbum. Tras el estreno del vídeo musical, «Lavender Haze» se puso a disposición para descarga digital en Estados Unidos en la tienda web oficial de Swift.
El 10 de febrero de 2023 se publicó una remezcla de tropical house de «Lavender Haze» a cargo del DJ alemán Felix Jaehn. El 3 de marzo de 2023 se publicaron tres remezclas más a cargo de Tensnake, Snakehips y Jungle, respectivamente, que se publicaron individualmente como descargas digitales exclusivas en la tienda web oficial de Swift. Las tres, junto con la remezcla de Felix Jaehn, también se publicaron juntas ese mismo día en servicios de streaming en un EP de remezclas. El 31 de marzo de 2023 se puso a disposición una versión acústica para descarga digital y en servicios de streaming.

## Recepción de la crítica
«Lavender Haze» recibió elogios de la crítica. Brittany Spanos de Rolling Stone describió la canción como la más explícita del álbum sobre el «campo de fuerza de protección» de Swift, y la comparó con «Cruel Summer» (2019) temáticamente, siendo ambas sobre «el resplandor del amor rompiendo toda la negatividad, la crítica y las expectativas». Desde el punto de vista sonoro, Spanos elogió el sonido contenido, «sutil y brillante» de la canción, que establece el estado de ánimo para Midnights como canción de apertura. Chris Willmam, de Variety, opinó que la canción hace que Swift «regrese al territorio autobiográfico como letrista». Rick Quinn, escribiendo para PopMatters, calificó la canción como una «melodía contagiosamente bailable». Ellen Johnson, crítica de Paste, dijo que la canción tiene una melodía «sensual» y que la letra expresa el «descontento feminista». Carl Wilson, de Slate, escribió que «Lavender Haze» hace referencia al complejo virgen-prostituta. Billboard clasificó «Lavender Haze» como la 69.ª mejor canción de 2022.

## Rendimiento comercial

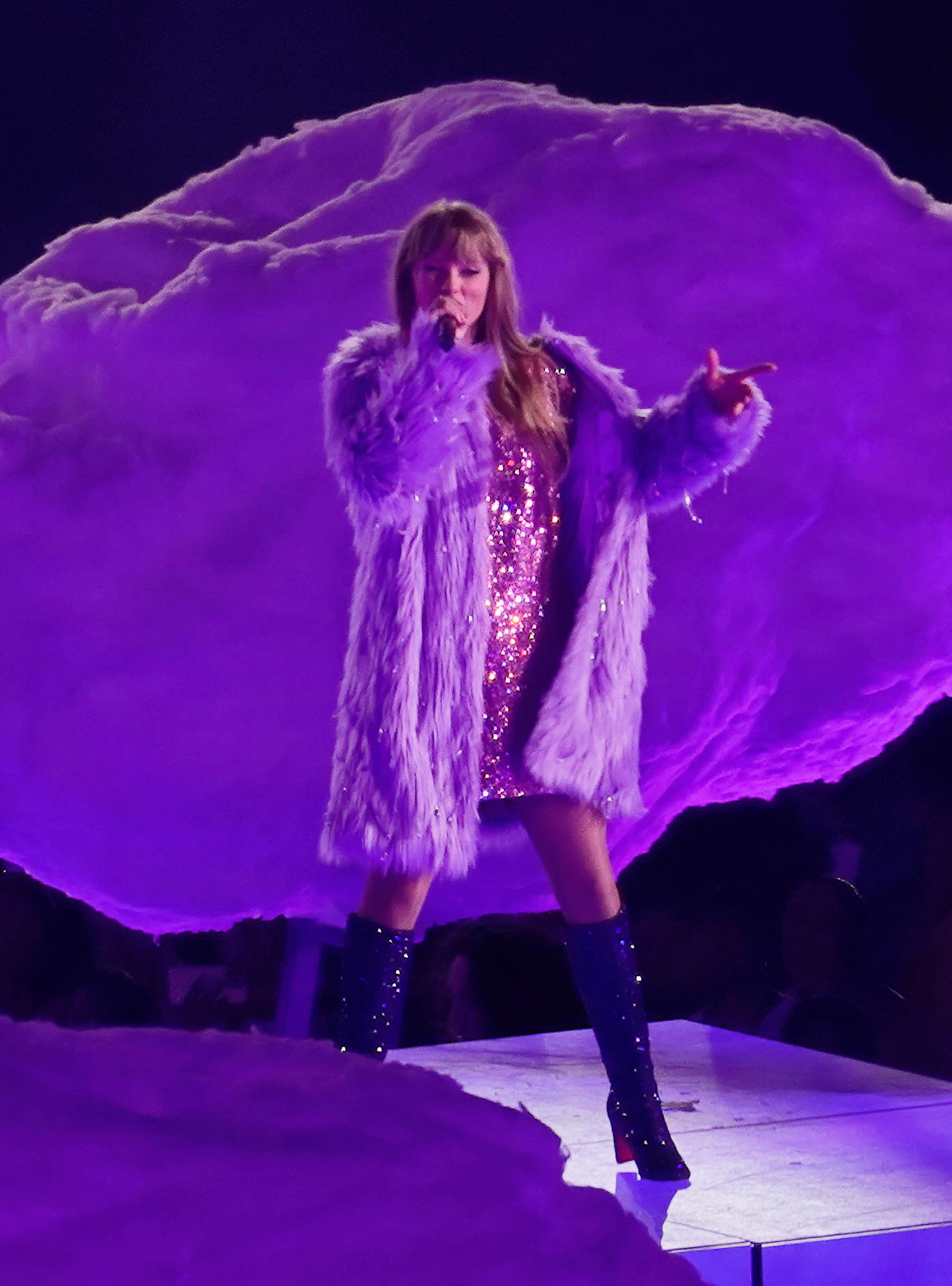
Taylor Swift interpretando "Lavender Haze" en un concierto de su tour "The Eras Tour" en Arlington, Texas.

«Lavender Haze» recibió más de 16,4 millones de reproducciones en sus primeras 24 horas en Spotify a nivel global, convirtiéndose en el segundo mayor estreno de una canción en la historia de la plataforma, por detrás de «Anti-Hero», el sencillo principal del álbum.
En Estados Unidos, «Lavender Haze» debutó en el número dos de la lista Billboard Hot 100 (por detrás de «Anti-Hero» en el número uno) con 41,4 millones de streams, 2.800 descargas digitales vendidas y 2,4 millones de escuchas. Con ello, Swift consiguió el mayor número dos para una artista femenina en la historia de la lista. Swift se convirtió en la primera artista en ocupar simultáneamente los diez primeros puestos de la lista Hot 100 y en la primera en ocupar el top 10 de las listas Hot 100, Streaming Songs y Digital Songs. Midnights también se convirtió en el primer álbum de la historia en contener 10 canciones en el top-10. «Lavender Haze» pasó una segunda semana consecutiva en el top-10 del Hot 100, junto a «Anti-Hero», «Bejeweled» y «Midnight Rain». Tras su lanzamiento como segundo sencillo de Midnights, «Lavender Haze» alcanzó el número cinco en las listas Pop Airplay y Adult Pop Airplay, convirtiéndose en el vigésimo éxito de Swift en el primer puesto y el vigésimo séptimo en el segundo; además, fue su decimocuarto éxito en el primer puesto y el decimoquinto en el segundo, lo que supuso un récord.

## Vídeo musical
El vídeo musical de «Lavender Haze» fue anunciado junto con los vídeos musicales de «Anti-Hero» y «Bejeweled» durante el tráiler del álbum Midnights en Amazon Prime Video el 20 de octubre de 2022. Se estrenó en el canal Vevo de Swift en YouTube a medianoche ET el 27 de enero de 2023.

### Sinopsis
En el vídeo psicodélico, Swift se levanta de su cama, donde su amante, interpretado por Laith Ashley, yace dormido. Una niebla de color lavanda sale de debajo de la cama y envuelve la habitación. El vídeo muestra a Swift en un sofá viendo un canal meteorológico en la televisión, vestida con un abrigo de piel morado. Se arrastra hacia el televisor a través de los parches de flores de lavanda y abre la pantalla como si fueran cortinas, mostrando peces koi nadando en un espacio exterior con estrellas y brillantes nubes moradas. En la siguiente escena, Swift aparece desnuda en una piscina de color púrpura. El vídeo intercala a Swift en la piscina y en la lavanda antes de mostrarla en una fiesta con su amante, donde bailan envueltos en la niebla de lavanda. El vídeo termina con Swift de vuelta en su habitación. Las paredes se derrumban de repente, mostrando la casa flotando en el espacio y dejándola en una nube rodeada de peces koi flotantes.

### Análisis e interpretación
- En la primera escena del vídeo se ve en el suelo un disco de vinilo titulado «Mastermind»; la carátula del álbum muestra las constelaciones de Sagitario y Piscis, que son los signos zodiacales de Swift y Alwyn, respectivamente.[57]
- También se ve una varilla de incienso encendida en las primeras tomas, en alusión a la letra de «Maroon», la segunda canción de Midnights.[57]
- Las noticias sobre el tiempo en la televisión muestran un mapa meteorológico del este de Estados Unidos, en el que se informa de lluvia a medianoche en varios lugares, una referencia a «Midnight Rain», la sexta canción de Midnights.[58]
- Ashley, que es el interés amoroso de Swift en el vídeo, es también el hombre del tiempo en la televisión. Esto se considera una referencia a una letra del puente de «Karma», la undécima canción de Midnights.[59]
- Varios aficionados y periodistas identificaron la incorporación de peces koi como un easter egg de lo que se presume que será el próximo álbum regrabado de Swift, Speak Now (Taylor's Version); la guitarra personalizada que Swift utilizó para tocar canciones en acústico en la Speak Now World Tour (2011-12) presentaba de forma destacada tres peces koi similares.[55]
- El vídeo musical presenta una casa flotando en el espacio rodeada por los peces koi, que se ha comparado con la escena de la pecera del vídeo musical del sencillo de Swift «Lover» de 2019.[58]

## Lista de canciones
Descarga digital – Sencillo
1. «Lavender Haze» – 3:22

Descarga digital y streaming – Acústico
1. «Lavender Haze» (Versión acústica) – 2:54

Descarga digital y streaming – Remixes
1. «Lavender Haze» (Tensnake remix) – 3:34
2. «Lavender Haze» (Snakehips remix) – 3:07
3. «Lavender Haze» (Jungle remix) – 3:55
4. «Lavender Haze» (Felix Jaehn remix) – 2:51
5. «Lavender Haze» – 3:22

## Créditos y personal
Los créditos son adaptados de las notas del álbum de Midnights.
Grabación
- Grabado en Rough Customer Studio (Brooklyn), Electric Lady Studios (Nueva York) y Henson Recording Studio (Los Ángeles).
- Mezclado en MixStar Studios (Virginia Beach).
- Masterizado en Sterling Sound (Edgewater, Nueva Jersey).
- La interpretación de Jahaan Sweet fue grabada por él mismo en Sweet Spot (Los Ángeles).
- La interpretación de Dominik Rivinius fue grabada por Ken Lewis en Neon Wave Studio (Pirmasens, Alemania).

Personal
- Taylor Swift – voz, compositora, productora
- Jack Antonoff – compositor, productor, ingeniero, batería, programación, percusión, sintetizadores, Juno 6, Mellotron, Wurlitzer, coros, grabación
- Zoë Kravitz – compositora, coros
- Sounwave – compositor, productor, programación
- Jahaan Sweet – compositor, productor, ingeniero, bajo, almohadilla de bajo, flauta, Juno 6, grabación
- Sam Dew – compositor, coros, grabación
- Braxton Cook – productor adicional
- Dominik Rivinius – caja
- Laura Sisk – ingeniera, grabación
- Ken Lewis – ingeniero, grabación
- Megan Searl – asistente de ingeniero
- Jon Sher – asistente de ingeniero
- John Rooney – asistente de ingeniero
- Mark Aguilar – asistente de ingeniero
- Jonathan Garcia – asistente de ingeniero
- Şerban Ghenea – ingeniero de mezcla
- Bryce Bordone – asistente de mezcla
- Randy Merrill – ingeniero de masterización

## Posicionamiento en listas
| Listas (2022–2023)                        | Mejor posición |
| ----------------------------------------- | -------------- |
| Argentina (Argentina Hot 100)             | 70             |
| Australia (ARIA)                          | 2              |
| Austria (Ö3 Austria Top 40)               | 15             |
| Bélgica (Flandes) (Ultratop 50)           | 49             |
| Canadá (Canadian Hot 100)                 | 2              |
| Croacia (Billboard)                       | 17             |
| República Checa (Rádio Top 100)           | 60             |
| República Checa (Singles Digitál Top 100) | 18             |
| Dinamarca (Tracklisten)                   | 27             |
| Francia (SNEP)                            | 78             |
| Alemania (Offizielle Deutsche Charts)     | 71             |
| Global 200 (Billboard)                    | 2              |
| Grecia Internacional (IFPI)               | 6              |
| Hong Kong (Billboard)                     | 17             |
| Hungría (Stream Top 40)                   | 26             |
| Islandia (Plötutíðindi)                   | 9              |
| India (IMI)                               | 6              |
| Indonesia (Billboard)                     | 25             |
| Irlanda (IRMA)                            | 2              |
| Italia (FIMI)                             | 63             |
| Lituania (AGATA)                          | 14             |
| Luxemburgo (Billboard)                    | 12             |
| Malasia (Billboard)                       | 5              |
| Malasia Internacional (RIM)               | 4              |
| Países Bajos (Mega Single Top 100)        | 22             |
| Nueva Zelanda (Recorded Music NZ)         | 2              |
| Noruega (VG-lista)                        | 13             |
| Filipinas (Billboard)                     | 3              |
| Portugal (AFP)                            | 7              |
| Singapur (RIAS)                           | 4              |
| Eslovaquia (Singles Digitál Top 100)      | 22             |
| Sudáfrica (RISA)                          | 10             |
| Corea del Sur Download (Circle)           | 181            |
| España (Top 100 Canciones)                | 36             |
| Suecia (Sverigetopplistan)                | 18             |
| Suiza (Schweizer Hitparade)               | 18             |
| Reino Unido (UK Singles Chart)            | 3              |
| Estados Unidos (Billboard Hot 100)        | 2              |
| Estados Unidos (Adult Contemporary)       | 19             |
| Estados Unidos (Adult Top 40)             | 5              |
| Estados Unidos (Dance/Mix Show Airplay)   | 7              |
| Estados Unidos (Mainstream Top 40)        | 5              |
| Vietnam (Vietnam Hot 100)                 | 8              |